# Гуммерсбах
Гуммерсбах (нім. Gummersbach) — місто в Німеччині, знаходиться в землі Північний Рейн-Вестфалія. Підпорядковується адміністративному округу Кельн. Входить до складу району Обербергішер. В Гуммерсбасі сформувався симфо-фольк-метал гурт Lyriel.
Площа — 95,39 км2. Населення становить 50 978 ос. (станом на 31 грудня 2020).